# Lucy Pargeter
 (novembre 2018).
Si vous disposez d'ouvrages ou d'articles de référence ou si vous connaissez des sites web de qualité traitant du thème abordé ici, merci de compléter l'article en donnant les références utiles à sa vérifiabilité et en les liant à la section « Notes et références ».
Pour les articles homonymes, voir Pargeter.
Lucy Pargeter (née le 1er septembre 1977 à Nottingham) est une actrice et présentatrice de télévision britannique. 
Elle est très amie avec l'actrice Sammy Winward.[réf. nécessaire]

## Biographie

### Enfance et formation
Lucy Pargeter est née le 1 mars 1977 à Nottingham.

### Carrière
Le groupe a tourné en première partie de Boyzone et a sorti le single Going to Make You Blush en 1998.
Elle est surtout connue pour ses apparitions dans Inspecteurs associés et Soldier Soldier (en). Elle a joué le rôle de « Brenda » dans le film Anita et moi. En 2007, sur la TV3 (chaine TV d'Irlande), elle a présenté un magazine avec son ami Tom Lister.
Lucy a été formée à la base pour devenir présentatrice de télévision.
En novembre 2013 elle participe à I'm a Celebrity... Get Me Out of Here! 13 sur ITV.

## Vie personnelle
Elle a eu une fille avec son fiancé Rudi Coleano : Lola Grace, née le 29 juin 2005 puis des jumelles nées en 2017. 

## Filmographie
- 2002 : Anita et moi : Brenda

### Télévision
- 1997 : Soldier Soldier (en)
- 1996 : Inspecteurs associés
- 2002 - 2003 : Crossroads
- 2002 - 2006 : Emmerdale
- 2006 : Soapstar Superstar
- 2011 : Who Wants To Be A Millionaire